# Cryptolestes capensis
Cryptolestes capensis é uma espécie de insetos coleópteros polífagos pertencente à família Laemophloeidae.
A autoridade científica da espécie é Waltl, tendo sido descrita no ano de 1834.
Trata-se de uma espécie presente no território português.